# Sant Corneli de Montells
Sant Corneli de Montells era una obra romànica del municipi de Fogars de la Selva (Selva).

## Descripció
A sobre del turó de Sant Corneli, situat en un turó de 244 m que limita Fogars de la Selva i Tordera, existiren fins a principis dels anys 70 les restes de l'ermita de Sant Corneli.
Actualment només hi ha un petit munt de rocs provinents de l'enderroc de l'antic edifici, un camí d'accés proper a unes mines de basalt i una caseta que serveix per col·locar una màquina de tir al plat.
Es tractava d'una església i un edifici adossat que servia de casa d'ermitans. Fins als anys 70, quan el propietari dels terrenys ho va tirar a terra, es conservava encara una part de l'absis i la casa adossada a l'ermita.

## Història
Sant Corneli de Montells era una església i priorat canonical fundat el 1200 i que depenia del monestir de Roca-Rossa. Diversos documents ens donen informació sobre l'església, apareix anomenada en un testament del 1204, un document del 1351 ens informa que patí un incendi, del 1397 tenim la notícia que hi havia l'ermità fra Andreu de Torranella i en el 1403 se sap que hi havia els altars de Sant Corneli, Santa Maria i Sant Pere.
L'església fou destruïda, segons la tradició, durant la Guerra del Francès, encara que fins als anys setanta del segle xx van subsistir algunes runes.
Vora l'església hi havia una casa que fou habitada fins a principis del segle xx.